# Honda NS500
La Honda NS500 es una motocicleta de dos tiempos específicamente desarrollada por Honda Racing Corporation para competir en el Campeonato del Mundo de 500cc. La NS500 hizo su debut en la temporada 1982 del Campeonato del Mundo de Motociclismo y finalizó su vida útil en 1985.
Fue creada como un reemplazo para la innovadora pero poco exitosa Honda NR500 de cuatro tiempos, la motocicleta fue en contra de la preferencia de Honda por las motocicletas de cuatro tiempos, pero demostró ser muy efectiva y rápidamente ganó el Campeonato Mundial de 500cc de 1983 con Freddie Spencer. 

## Historia
1982 fue un año importante en la historia del departamento de carreras de Honda: Honda Racing Corporation nació oficialmente como una entidad separada de Honda Motor Company. Esta nueva compañía tenía como finalidad seguir el desarrollo y la gestión de las carreras a partir de ese momento; al mismo tiempo, nació el nuevo proyecto de la moto destinado a competir en la clase reina.
Honda siempre se había centrado en los motores de 4 tiempos, tanto así que durante su primera participación en el campeonato mundial (interrumpido al final de la temporada 1967) como en el regreso al campeonato mundial en 1979, que tuvo lugar con la NR500 de pistones ovalados. Por lo tanto, la "NS" era un proyecto completamente nuevo para la marca y se creó un motor en forma de V de tres cilindros con el objetivo de limitar al máximo las dimensiones totales de la motocicleta.
En su primer año en el campeonato mundial, la motocicleta fue conducida por Freddie Spencer, Takazumi Katayama y Marco Lucchinelli, quienes finalizaron tercero, séptimo y octavo respectivamente en la clasificación general, el piloto estadounidense consiguió dos victorias, una en el Gran Premio de Bélgica y en otra en el Gran Premio de San Marino, mientras que Katayama obtuvo la victoria en el Gran Premio de Suecia.
En el segundo año de vida, en el campeonato mundial de 1983, Spencer ganó el título mundial obteniendo seis victorias y diez podios en 12 grandes premios. Spencer aprovecho el bajo peso y el buena maniobrabilidad de la NS500 para lograr mayores velocidades en las curvas y obtener la potencia antes de salir de las curvas. Esta temporada es recordada por el duelo entre Spencer y Kenny Roberts, saldado a favor del piloto de Luisiana. En la penúltima fecha en Suecia, el y Roberts llegaban separados por solo dos puntos y por esa razón Spencer se jugó el todo por el todo en esta carrera, en la última curva de la última vuelta, en un movimiento poco ortodoxo adelanto a Roberts y consiguió la victoria, los puntos conseguidos en esta carrera le permitieron tener una buena ventaja de cara a la última fecha y con el segundo puesto en San Marino se consagró campeón mundial con 21 años siendo el más joven en lograrlo hasta ese momento. Además del título de pilotos, Honda también ganó el título de constructores. Ron Haslam ganó el Gran Premio de Macao con esta motocicleta en 1983. 
Después de solo dos años de vida, en 1984 Honda presentó a su heredera, la NSR 500 tetracilindrica, Spencer alternó estre la NS500 de tres cilindros y la NRS500. A pesar de la nueva motocicleta, la NS500 suguia siendo competitiva, ganó cuatro carreras, con Spencer ganó en Alemania y Bélgica y con Mamola, en los Países Bajos y en el Gran Premio de San Marino, esta victoria contribuyó en gran medida a la conquista de Honda del título de constructores en 1984.
La última temporada de la tricilíndrica fue en 1985, siendo pilotada por pilotos como Randy Mamola, Ron Haslam y Wayne Gardner. En esta temporada la NS500 siguió demostrando que era competitiva pero no al nivel de su sucesora la NSR 500 y de la Yamaha YZR500. Mamola, Haslam y Gardner consiguieron varios podios, además de la última victoria de esta motocicleta obtenida por Mamola en el Gran Premio de los Países Bajos.

## Honda RS500
En 1983, Honda presentó una versión de la NS500 llamada RS500 para pilotos privados. Estas motocicletas eran muy similares a las Honda NS500 utilizadas por el equipo oficial, pero carecían del sistema de escape especial. La producción de estas motocicletas duro hasta 1987.

## Resultados

### Campeonato del Mundo de Motociclismo
(Clave) (negrita indica pole position) (cursiva indica vuelta rápida)

| Año  | Equipo                 | N.º         | Piloto             | 1   | 2   | 3   | 4   | 5   | 6   | 7   | 8   | 9   | 10  | 11  | 12  | Puntos   | CP   | Puntos | CC  |
| ---- | ---------------------- | ----------- | ------------------ | --- | --- | --- | --- | --- | --- | --- | --- | --- | --- | --- | --- | -------- | ---- | ------ | --- |
| 1982 | Honda-HRC              |             |                    | ARG | AUT | FRA | ESP | NAT | NED | BEL | YUG | GBR | SWE | SMR | GER |          |      |        |     |
| 1982 | Honda-HRC              | 1           | Marco Lucchinelli  | 5   | Ret | DNS | 5   | 5   | Ret | 6   | 8   | 17  | 5   | 6   | 5   | 43       | 8.º  | 106    | 3.º |
| 1982 | Honda-HRC              | 15          | Takazumi Katayama  | 6   | 9   | DNS | 6   | 7   | 8   | Ret | 5   | Ret | 1   | Ret | 4   | 48       | 7.º  | 106    | 3.º |
| 1982 | Honda-HRC              | 22 23 28 40 | Freddie Spencer    | 3   | Ret | DNS | Ret | 2   | Ret | 1   | 4   | 2   | Ret | 1   | Ret | 73       | 3.º  | 106    | 3.º |
| 1983 | Honda-HRC              |             |                    | RSA | FRA | NAT | GER | ESP | AUT | YUG | NED | BEL | GBR | SWE | SMR |          |      |        |     |
| 1983 | Honda-HRC              | 3           | Freddie Spencer    | 1   | 1   | 1   | 4   | 1   | Ret | 1   | 3   | 2   | 2   | 1   | 2   | 144      | 1.º  | 158    | 1.º |
| 1983 | Honda-HRC              | 5           | Marco Lucchinelli  | 9   | 2   | 10  | 3   | Ret | 7   | 9   | Ret | 7   | Ret | 6   | 4   | 48       | 7.º  | 158    | 1.º |
| 1983 | Honda-HRC              | 8           | Takazumi Katayama  | Ret | DNS | 5   | 2   | 3   | 4   | 5   | 2   | 4   | 6   | 3   | DNS | 77       | 5.º  | 158    | 1.º |
| 1983 | Honda-HRC              | 9 35 43 47  | Ron Haslam         | 3   | 3   | Ret | Ret | Ret | Ret | Ret | DNS | 8   | 7   | 9   | 9   | 31       | 8.º  | 158    | 1.º |
| 1983 | Moto Club Paul Ricard  | 35          | Raymond Roche      | 7   | Ret | 6   | 5   | Ret | Ret | Ret | 9   | DNS |     | 8   | 7   | 22       | 10.º | 158    | 1.º |
| 1983 | Stichting Ned-Honda    | 22 30       | Jack Middelburg    |     | 10  | Ret | 11  | 8   | 8   | 11  | 6   | Ret | Ret | DNS | Ret | 12       | 12.º | 158    | 1.º |
| 1983 | Honda Britain Racing   | 51          | Wayne Gardner      |     |     |     |     |     |     |     | Ret |     | 16  |     |     | 0        | NC   | 158    | 1.º |
| 1984 | Honda-HRC              |             |                    | RSA | NAT | ESP | AUT | GER | FRA | YUG | NED | BEL | GBR | SWE | SMR |          |      |        |     |
| 1984 | Honda-HRC              | 1           | Freddie Spencer    |     |     |     |     | 1   |     |     |     | 1   |     |     |     | 30 (87)  | 4.º  | 168    | 1.º |
| 1984 | Honda-HRC              | 3           | Randy Mamola       |     |     | 2   | 3   | 3   | 3   | 2   | 1   | 2   |     | Ret | 1   | 96 (111) | 2.º  | 168    | 1.º |
| 1984 | Honda-HRC              | 5           | Takazumi Katayama  |     |     |     |     |     | DNS |     | 8   |     | 8   | 4   | Ret | 14       | 13.º | 168    | 1.º |
| 1984 | Honda-HRC              | 9           | Ron Haslam         | Ret | 6   | 4   | 4   | 4   | 4   | 5   | 4   | 5   | 3   | Ret | 3   | 77       | 5.º  | 168    | 1.º |
| 1984 | Honda Britain Racing   | 18 33 53    | Wayne Gardner      |     | 4   |     |     |     |     |     | 5   | 7   | 6   | 3   | DNS | 33       | 7.º  | 168    | 1.º |
| 1985 | Rothmans Honda         |             |                    | RSA | ESP | GER | NAT | AUT | YUG | NED | BEL | FRA | GBR | SWE | SMR |          |      |        |     |
| 1985 | Rothmans Honda         | 2           | Randy Mamola       | 5   | Ret | 8   | 4   | 4   | Ret | 1   | Ret | 3   |     | 5   | 3   | 66 (72)  | 6.º  | 168    | 1.º |
| 1985 | Rothmans Honda Britain | 5           | Ron Haslam         | 4   | 8   | 3   | 6   | 16  | 4   | 2   | 6   | 6   | 14  | 3   | 5   | 73       | 5.º  | 168    | 1.º |
| 1985 | Rothmans Honda Britain | 7           | Wayne Gardner      | 3   | 4   | 6   | 3   | 15  | 3   | 3   | 4   | Ret | Ret | Ret | 2   | 73       | 4.º  | 168    | 1.º |
| 1985 | Team Honda Benelux-Elf | 9           | Didier de Radiguès | 7   | 6   | 5   | 10  | 6   | 7   | 6   | 7   | Ret | 4   | 6   | Ret | 47       | 8.º  | 168    | 1.º |
| 1985 | Michael Baldwin Racing | 11 18 31 33 | Mike Baldwin       | 9   | 7   | Ret | 11  | 7   |     | Ret | 11  | 10  |     | 7   | 8   | 18       | 11.º | 168    | 1.º |

### Citas
1. ↑  «Historia de Honda en el Mundial de Motociclismo: Los años 80». www.moto1pro.com. 7 de abril de 2020. Consultado el 30 de abril de 2020.
2. ↑  «Penúltimo encuentro Spencer-Roberts en Suecia». elpais.com. 5 de agosto de 1983. Consultado el 30 de abril de 2020.
3. ↑  «Freddie Spencer, making a daring maneuver on the final...». www.upi.com (en inglés). 7 de agosto de 1983. Consultado el 30 de abril de 2020.
4. ↑  «The 1982 NS500 and 1984 NSR500 Grand Prix Racers.». motovue.net (en inglés). Consultado el 30 de abril de 2020.